# Fleur Mellor
Pour les articles homonymes, voir Mellor.
Fleur Mellor, puis Fleur Wenham, née le 13 juillet 1936, est une athlète australienne. 
Bien que n'ayant pas participé à la finale du 100 m des championnats d'Australie qui faisait office de sélections pour les jeux, elle fut sélectionnée pour le relais 4 × 100 m des Jeux olympiques d'été de 1956 au détriment de Marlene Mathews.
Elle devenait ainsi championne olympique en relais avec Norma Croker, Shirley Strickland et Betty Cuthbert.

## Palmarès

### Jeux olympiques d'été
- Jeux olympiques d'été de 1956 à Melbourne ( Australie)
  -  Médaille d'or en relais 4 × 100 m

## Records
- record du monde du relais 4 × 100 m avec Norma Croker, Shirley Strickland et Betty Cutbert en 44"9, le 1er décembre 1956 à Melbourne (amélioration du record du relais allemand composé de Fisch-Köhler-Stubnick-Mayer, égalé dans la même course par un autre relais allemand composé de Sander-Köhler-Stubnick-Mayer).
- record du monde du relais 4 × 100 m avec Norma Croker, Shirley Strickland et Betty Cutbert en 44"5, le 1er décembre 1956 à Melbourne (amélioration du record du établi le jour même au tour précédent, sera battu par un relais américain composé de Williams-Jones-Hudson-Rudolph).